# スクリーミング・マッド・ジョージ
スクリーミング・マッド・ジョージ（1956年10月7日 - ）は大阪府出身、在住の日本人エフェクト・アーティスト、シュルレアリスト、映画監督、歌手、システマインストラクター。初芝高等学校（現・初芝立命館中学校・高等学校）卒業。アメリカ合衆国を中心に活躍。本名：谷 譲治 (たに じょうじ)。

## 来歴
1956年、大阪は心斎橋の理髪店で長男として生を受ける。父親である稔は国内の理容大会に出場すれば必ず優勝するというほどの理容師で、日本人で初めて海外大会に出場も果たしたと言う。その後、父は欧米で技術を習得するなど意欲的に海外で活動し、ジョージの将来を決定付ける下地となった。因みに姉が二人おり、ヘアースタイリストとして現在フランクフルトにいる。
しかし、ジョージは多忙な父や家族にあまりかまってもらえず、一人でよく絵を描いていたため、芸術分野にも興味を持った。さらに中学生時代にダリを知り、シュールレアリスムに強い興味を抱く。高校時代には東京に行き、漫画家の高信太郎宅に押しかけ自らの漫画を見せた。内容はグロテスクかつシュールで、才能を見出した高はその場で弟子にしたが、本人はダリのような画家を志す。
高校卒業後、父が出店したニューヨークに渡り、スクール・オブ・ビジュアルアーツにてファインアートを学ぶ。しかし講師はジョージがめざしていたシュールレアリスムは古いものだと切り捨てていた。それに反発した彼は総合芸術として映像分野に興味を示すようになった。そして趣味で行っていたパンクバンドのビデオとして「剃刀で全身の皮を剥ぐ」というグロテスクかつシュールな映像を生む。
これがマイケル・ジャクソンのPV製作で有名なリック・ベイカーの目に留まり、それが縁でハリウッドに活躍の舞台を移す。以後、グレッグ・キャノムのスタジオ、リチャード・エドランドのボス・フィルム・コーポレーションを経て独立、1986年、S.M.G.Inc.を設立。ホラー映画を中心にエフェクトデザインを行う。1990年には日本の漫画『強殖装甲ガイバー』をハリウッドで映画化した『ガイバー』で監督を務めた。
また1993年、ステージセット制作等で親交のあったX JAPANのYOSHIKIの主宰するインディーズレーベルエクスタシーレコードより、インダストリアル・バンド「SCREAMING MAD GEORGE & PSYCHOSIS」で、アルバム1枚、シングル1枚を発表している。
近年は、父の病気を契機に日本に拠点を移し、オリジナル・ムービーの製作や、日本のバンドのPVを製作するなどの活動を行っている。また、大阪芸術大学で特殊映像美術を教えている。
この他、ロシア武術のシステマにも力を注ぎ、インストラクターの資格も取得して同大にてサークル、システマ芸大を主宰している。

## 主な作品
- 1986年
  - ゴースト・ハンターズ
  - コレクター
- 1987年
  - プレデター
  - スペースボール
  - アリーナ
- 1988年
  - エルム街の悪夢4 ザ・ドリームマスター 最後の反撃
  - ブラッド・バイター
  - ソサエティー
  - ニッスイ「海のピラフ」CM(半魚人デザイン及びスーツ作製)
- 1989年
  - 孔雀王2
  - 帝都大戦
  - 死霊のしたたり2
- 1990年
  - 新・死霊のしたたり
  - シンクロニシティ（expo'90 花博 ミュージカル）
  - ガイバー（監督、製作、日本語字幕）
- 1991年
  - X JAPANの2ndアルバム「Jealousy」のジャケットアート、及びX JAPANのステージセット
  - キラー・ホビー オモチャが殺しにやって来る
- 1992年
  - フリークト
  - 聖飢魔IIの第10教典「恐怖のレストラン」のジャケットアート
- 1993年
  - ネクロノミカン
- 1994年
  - テイルズ・フロム・ザ・フッド
- 1997年
  - スペース・トラッカー
- 1998年
  - バイオハザード2（カプコン）CM
  - F-ZERO X（任天堂）CM
  - パラノイアスケープ（マチルダ）
- 1999年
  - スリップノット（マスクデザイン、〜3期）
- 2000年
  - Sadsステージットセット
- 2004年
  - Lady Devilman（書籍、永井豪原作の漫画及びアニメ作品『デビルマンレディー』を特殊メイクとCGで実写化した写真集）
- 2005年
  - Boy in the BOX（短編映画、企画・制作・監督・脚本・アニメ編集・CG・音楽）
  - 新庄劇場(当時プロ野球選手の新庄剛志の試合前パフォーマンス用のマスク)[2]
- 2006年
  - Sound HorizonのElysion~楽園パレードへようこそ~ （総合演出・デジタル映像美術・マスク・人形操作）
  - 上記のDVD監修
- 2007年
  - 犬神サーカス団の6thシングル「光と影のトッカータ」PV監修
  - LOUD PARKのキャラクターデザイン（ホームページ、展示用フィギュア）（2011年まで）
- 2008年
  - Sadieの5thシングル「Crimson Tear」PV監修